# Adam Abramek
Adam Abramek (ur. 8 listopada 1962 w Lublinie) – kompozytor, producent muzyczny, multiinstrumentalista. Współpracuje lub współpracował między innymi z Bajmem, Beatą Kozidrak, Kasią Kowalską, Andrzejem Piasecznym i Izą Trojanowską.

## Życiorys
Adam Abramek ukończył III Liceum Ogólnokształcące im. Unii Lubelskiej w Lublinie, gdzie wspólnie z Rafałem Dąbrowskim tworzył zespół Kamuflaż. Po maturze rozpoczął studia na wydziale Przetwarzania i Użytkowania Energii Elektrycznej Politechniki Lubelskiej, a po roku naukę na wydziale Politologii Uniwersytetu Marii Curie Skłodowskiej w Lublinie, którą ukończył w 1990 r. Od pierwszego roku studiów był członkiem zespołu Bajm. Po opuszczeniu Bajmu rozpoczął działalność jako kompozytor i producent.
Współkompozytor (razem z Pawłem Sotem) wielu przebojów muzycznych takich jak:

Biała armia, Siedzę i Myślę, Taka Warszawa, Żal Mi Tamtych Nocy, Teraz Płynę, Złota Brama– wykonywane przez Beatę Kozidrak i zespół Bajm,
Nobody, Starczy Słów, Być Tak Blisko – Kasi Kowalskiej, Wszystko Trzeba Przeżyć Andrzeja Piaska Piasecznego. Adam Abramek i Paweł Sot mają na koncie trzy podwójne płyty platynowe, sześć platynowych i dwanaście złotych. Adam Abramek co roku bierze udział w organizowanej przez Ewę Dados akcji charytatywnej Pomóż Dzieciom Przetrwać Zimę.

## Lata 1990–2000
1990 – Bajm „Biała Armia”. To pierwszy sukces Adama Abramka i Pawła Sota odniesiony z zespołem Bajm. Abramek i Sot są kompozytorami takich utworów, jak Miłość i ja, U stóp szklanych gór i tytułowej Białej Armii, dzięki której krążek osiągnął status platyny. Piosenki z tej płyty zaistniały również na składance Bajmu „Ballady” (1997). Ten album również osiągnął status platyny.

1996 – kompozytorzy rozpoczęli współpracę z Izabelą Trojanowską, co zaowocowało płytą „Chcę Inaczej” i przebojem I stało się.

1998 – Beata Kozidrak „Beata” –na krążku znalazły się takie przeboje jak Siedzę i myślę, Taka Warszawa, Żal mi tamtych nocy i dni, Dakota i Wieczna zima. Płyta osiągnęła status podwójnej platyny, otrzymała także nagrodę Fryderyk‘98 w kategorii „Płyta Pop” i Superjedynkę.

1998 – Adam Abramek i Paweł Sot zostali współproducentami i współkompozytorami płyty Maryli Rodowicz „Przed Zakrętem”

1999 – kompozycja i współprodukcja przeboju Renaty Dąbkowskiej Czasami zbiera się na burzę. Piosenka otrzymała nagrodę konkursu publiczności na Koncercie Premier w Opolu w 1999 r. (piosenka z płyty „Jedyna na cały świat”)

1999 – Energy „Energy”, współprodukcja albumu

2000 – Kasia Kowalska „5”. Adam Abramek jest producentem płyty. Wspólnie z Pawłem Sotem są autorami większości utworów z tego krążka. Skomponowali takie przeboje jak, wykorzystana w filmie „Dlaczego nie” i „E=MC2”, piosenka Nobody, a także Będę jak czy Być tak blisko. „5” szybko stała się płytą złotą. Kasia Kowalska odebrała za nią nagrodę MTV – Statuetkę Popcornu, a także Superjedynkę w kategorii „Płyta Rock”.

2000 – Bajm „Szklanka Wody”. Abramek i Sot skomponowali utwory 12 stopni i Lublin – Grodzka 36 A. Krążek został nagrodzony Fryderykiem za „Album Roku 2000” w kategorii Rock/Pop-Rock, osiągnął również status Podwójnej Platyny.

## Lata 2001–2010
2001- to dalsza współpraca z Kasią Kowalską. Zaowocowało to kompozycją i produkcją utworu Starczy Słów. Piosenka otrzymała nagrodę: Gwiazda 2001 serwisu 30 Ton za najlepszy teledysk. Znajduje się na krążku – „Antidotum” (2002), na którym Abramek był kompozytorem utworu Bezpowrotnie i kompozytorem piosenki (razem z Pawłem Sotem) To był sen.

2002 – utwór Bezpowrotnie, ukazuje się na płytach „A Tribute to Ayrton Senna”. Krążek osiąga status platyny.

2001 – Adam Abramek skomponował i zajął się aranżacją piosenki do serialu „Garderoba Damska”.

2002 – Alicja Janosz „Ala Janosz”, Abramek i Sot zostali współproducentami i współkompozytorami płyty, którą promował singiel Zmień siebie.

2002 – Marek Torzewski „Nic nie jest dane nam na zawsze”. Produkcja płyty i większości utworów, które się na niej znajdują. Album osiągnął status platyny.

2002 – Aranżacja utworu Edyty Bartosiewicz Niewinność

2003 – Ewa Małas-Godlewska i José Cura „Songs of love”. Abramek i Sot zajęli się kompozycją i produkcją artystyczną utworów Sans Toi i Obsessions. Płyta „Song of Love” uzyskała status platyny, została wydana w kilkunastu krajach świata.

2003 – Andrzej Piaseczny „Andrzej Piaseczny”. Produkcja i kompozycja większości utworów.

2003 – Seweryn Krajewski „Jestem”. Adam Abramek jest producentem muzycznym.

2004 – Herbaciane nonsensy (Teatr im Wilama Horzycy w Toruniu) – kierownictwo muzyczne: Adam Abramek. Było to spotkanie z twórczością Agnieszki Osieckiej, toruńscy aktorzy rozmawiali o życiu piosenkami Agnieszki Osieckiej.

2004 – Emi (Emilia Majcherczyk), „Emi”. Kompozycja i produkcja artystyczna płyty. Na krążku znalazły się takie przeboje jak Tylko ciebie chcę, Do czego znowu mnie namawiasz czy Rań mnie (Karma). Piosenkę Tylko ciebie chcę wykorzystano w filmie „Świadek Koronny” 2007.

2005 – kolejne spotkanie z Beatą Kozidrak. Muzycy zajęli się kompozycją i produkcją artystyczną solowej płyty Beaty „Teraz płynę”. Znalazły się na niej przeboje Teraz płynę i Złota brama. Płyta osiągnęła status Podwójnej Platyny oraz nagrodę „Złotego Dzioba 2006” Radia WAWA w kategorii „Płyta Roku”. (W 2006 roku dołączona do wydawnictwa Platynowa Beata)

2006 – Michał Hochman „To była miłość”, produkcja muzyczna Adam Abramek i Paweł Sot.

2006 – kompozycja i produkcja utworu Ok, nie chcę nic więcej grupy Kashmir. Piosenka dotarła do pierwszych miejsc na liście ogólnopolskiego radia Eska, Wawy i warszawskiego Radia Kolor. W tym samym roku zespół był nominowany przez słuchaczy radia Wawa do nagrody „Złote Dzioby” w kategorii „Muzyczne odkrycie roku”. Magazyn Boutique uznał Kashmir za zespół, który ma 100% szans na sukces!

2008 – Irena Jarocka „Małe Rzeczy”, kompozycja i produkcja muzyczna utworów z płyty.

2009 – kompozycja i produkcja artystyczna piosenki do serialu „M jak miłość” Nie pytaj o miłość wykonywanej przez Beatę Kozidrak. W tym samym roku Bajm zaprezentował swój kolejny utwór, skomponowany przez Adama Abramka i Pawła Sota, P.S. Zabierz mnie tam.

## Lata 2010–2020
2011 – Adam Abramek i Paweł Sot są autorami muzyki do dwóch filmów cyklu „Teatr Historii” Bogusława Wołoszańskiego- „Miasto Niepokonane” i „Oblężenie- Malbork 1410”

2011 – Ada Szymczyk, Pastorałka Anielska. Kompozycja i produkcja muzyczna utworu (Abramek i Sot).

Adam Abramek i Paweł Sot są także związani z projektem Pulaski Skyway.

2012 – Po raz kolejny Adam Abramek i Paweł Sot współpracują z zespołem Bajm. Są kompozytorami części utworów z płyty Blondynka.

2012 – rozpoczęcie współpracy z Martą Podulką. Wspólnie z Pawłem Sotem, Adam Abramek jest kompozytorem dwóch utworów – „Cisza niech odejdzie” oraz „Nieodkryty ląd”. Abramek jest ich producentem.

2014 – kontynuacja współpracy z Martą Podulką – kompozycja z Pawłem Sotem i produkcja muzyczna utworu „Mocna”.

2018 – Muzyka do filmu dokumentalnego Agnieszki Arnold „U Siebie”. Film opowiada o karierze Michała Hochamana – wykonawcy hitu „Konik na biegunach”.

2018 – współpraca z Kasią Kowalską. Produkcja jedenastu utworów z płyty Aya.

2019 – Kompozycja i produkcja muzyczna utworu „Więcej niż kochanek” (słowa Igor Jaszczuk), w wykonaniu Olgi Bończyk; Kompozycja i produkcja muzyczna utworu „Moja Wędrówka” (słowa Andrzej Sikorowski) w wykonaniu Michała Hochmana. Produkcja muzyczna utworu „Mała książka Wielki człowiek” w wykonaniu Mieczysława Szcześniaka. Premiera: 31 grudnia 2019.
2020 – Produkcja muzyczna utworu „Halleluyah Anyway” w wykonaniu Beaty Spychalskiej.

## Udział w akcji charytatywnej „Pomóż Dzieciom Przetrwać Zimę”
My z Lublina, Pomóż Dzieciom Przetrwać Zimę – My z Lublina (muzyka: Adam Abramek, Paweł Sot, tekst: Zbigniew Stawecki)
My z Lublina stworzyli: Beata Kozidrak (śpiew), Krzysztof Cugowski (śpiew), Zespół VOX (śpiew), Zespół Dziecięcy ‘Pelasie’ (Andrzej, Wojtek i Małgosia Czaplińscy), Marek Raduli (gitara), Tomasz Dąbrowski (gitara), Paweł Sot (klawisze), Adam Abramek (git. basowa), Rory Walsh (perkusja), Tomasz Spodyniuk (harmonijka ustna); realizacja nagrań: Leszek Wojtas, Jarosław Gołofit, Paweł Skura, Artur Zaremba, Sławomir Gładyszewski, Piotr Bańka Kolęda Betlejem – A&S PROJECT i Marcin Banach (muzyka: Adam Abramek, Paweł Sot, tekst: Zbigniew Stawecki)
Pod choinkę – Urszula i Andrzej Czapliński (muzyka: Adam Abramek, Paweł Sot, tekst: Ewa Dados)
Maszynka cudów – Dzieci związane z audycją ‘Jasiek’ (muzyka: Adam Abramek, Paweł Sot, tekst: Grażyna Lutosławska). W projekcie wzięli udział także Tomasz Zeliszewski i Wojciech Cugowski.
Adam Abramek zajmuje się również organizacją charytatywnych koncertów „Dar serca za dar serca”, czyli podziękowania dla wolontariuszy i przyjaciół akcji PDPZ. W koncertach biorą udział tacy muzycy jak- Krzysztof Cugowski, Wojtek i Piotrek Cugowscy, Romuald Czystaw, Maciej Gładysz, Michał Hochman, Majka Jeżowska, Romuald Lipko, Amadeusz Majerczyk (Tie Break), Krzysztof Patocki, Dariusz Tokarzewski (VOX), Izabela Trojanowska, Urszula, Tomasz Zeliszewski.

## Dyskografia (producent, kompozytor)
1990 Bajm, „Biała Armia” (Polskie Nagrania Muza)

1996 Izabela Trojanowska, „Chcę Inaczej” (Starling)

1997 Bajm, „Ballady” (Pomaton EMI)

1998 Beata Kozidrak, „Beata” (Pomaton EMI)

1998 Maryla Rodowicz, „Przed Zakrętem” (Universal Music PL)

1999 Renata Dąbkowska, „Jedyna na cały świat” (Universal Music Polska)

1999 Energy, „Energy” (Pomaton EMI)

2000 Kasia Kowalska, „5” (Universal Music Polska)

2000 Bajm, „Szklanka wody” (Wydawca: Pomaton EMI)

2002 Kasia Kowalska, „Antidotum” (Universal Music Polska)

2002 „A Tribute to Ayrton Senna” (Magic)

2002 Alicja Janosz, „Ala Janosz” (BMG)

2002 Edyta Bartosiewicz, Niewinność

2003 Ewa Małas-Godlewska/José Cura, „Song of Love” (Sony BMG)

2003 Andrzej Piaseczny, „Andrzej Piaseczny” (BMG)

2003 Seweryn Krajewski, „Jestem” (Sony Music Entertainment Poland)

2004 Emi, „Emi” (ITI)

2005 Beata Kozidrak, „Teraz płynę” Pomaton EMI)

2006 Michał Hochman, „To była miłość”

2006 Beata Kozidrak, „Platynowa” (EMI music)

2006 Kashmir, Ok, nie chcę nic więcej

2008 Irena Jarocka, „Małe rzeczy” (Universal Music Polska)

2009 Beata Kozidrak, Nie pytaj o miłość

2009 Bajm, P.S. Zabierz mnie tam

2011 My z Lublina, Maszynka Cudów

2011 Ada Szymczyk, Pastorałka Anielska

2012 Bajm, „Blondynka”

2012 Marta Podulka, „Cisza niech odejdzie”

2013 Marta Podulka, „Nieodkryty ląd”

2014 Marta Podulka, „Mocna”

2014 Stan Borys „Stokrocie”